# Cúp Intertoto 1965–66
Cúp Intertoto 1965–66 với chức vô địch thuộc về Lokomotive Leipzig, đội thua trong trận chung kết mùa trước (với tên trước đó là SC Leipzig). Họ đánh bại IFK Norrköping. Sau khi thử nghiệm với 12 bảng gồm 48 câu lạc bộ (mặc dù sau đó chỉ có 44 câu lạc bộ xếp đủ 11 bảng), giải trở lại thể thức ban đầu gồm 32 câu lạc bộ chia thành 8 bảng. Vì vậy, các đội bóng vào thẳng Tứ kết ngay sau Vòng bảng, trong khi ở các mùa trước phải có Vòng Một.

## Vòng bảng
Các đội bóng được chia thành 8 bảng, mỗi bảng 4 đội. Các câu lạc bộ từ Hà Lan, Thụy Điển, Thụy Sĩ và Tây Đức nằm ở các bảng 'A'; trong khi các câu lạc bộ từ Tiệp Khắc, Đông Đức, Ba Lan và Nam Tư nằm ở các bảng 'B'. Tám đội thắng ở vòng bảng vào vòng đấu loại trực tiếp.

### Bảng A1
| XH | Đội                  | Tr | T | H | T | BT | BB | HS | Đ |
| -- | -------------------- | -- | - | - | - | -- | -- | -- | - |
| 1  | Lugano               | 6  | 3 | 2 | 1 | 9  | 4  | +5 | 8 |
| 2  | Malmö FF             | 6  | 2 | 2 | 2 | 7  | 7  | 0  | 6 |
| 3  | ADO Den Haag         | 6  | 2 | 1 | 3 | 7  | 9  | −2 | 5 |
| 4  | Borussia Neunkirchen | 6  | 2 | 1 | 3 | 7  | 10 | −3 | 5 |

### Bảng A2
| XH | Đội            | Tr | T | H | T | BT | BB | HS | Đ  |
| -- | -------------- | -- | - | - | - | -- | -- | -- | -- |
| 1  | Fortuna '54    | 6  | 5 | 0 | 1 | 10 | 3  | +7 | 10 |
| 2  | Kaiserslautern | 6  | 2 | 2 | 2 | 8  | 10 | −2 | 6  |
| 3  | Djurgården     | 6  | 2 | 1 | 3 | 9  | 11 | −2 | 5  |
| 4  | Grasshopper    | 6  | 1 | 1 | 4 | 10 | 13 | −3 | 3  |

### Bảng A3
| XH | Đội                 | Tr | T | H | T | BT | BB | HS  | Đ |
| -- | ------------------- | -- | - | - | - | -- | -- | --- | - |
| 1  | Norrköping          | 6  | 4 | 1 | 1 | 16 | 7  | +9  | 9 |
| 2  | PSV                 | 6  | 4 | 0 | 2 | 15 | 12 | +3  | 8 |
| 3  | Eintracht Frankfurt | 6  | 2 | 0 | 4 | 11 | 11 | 0   | 4 |
| 4  | La Chaux-de-Fonds   | 6  | 1 | 1 | 4 | 8  | 20 | −12 | 3 |

### Bảng A4
| XH | Đội                    | Tr | T | H | T | BT | BB | HS  | Đ |
| -- | ---------------------- | -- | - | - | - | -- | -- | --- | - |
| 1  | Örgryte                | 6  | 3 | 2 | 1 | 16 | 9  | +7  | 8 |
| 2  | Sparta Rotterdam       | 6  | 2 | 4 | 0 | 10 | 6  | +4  | 8 |
| 3  | Eintracht Braunschweig | 6  | 2 | 1 | 3 | 16 | 12 | +4  | 5 |
| 4  | Lucerne                | 6  | 0 | 3 | 3 | 8  | 23 | −15 | 3 |

### Bảng B1
| XH | Đội              | Tr | T | H | T | BT | BB | HS | Đ |
| -- | ---------------- | -- | - | - | - | -- | -- | -- | - |
| 1  | Motor Jena       | 6  | 4 | 1 | 1 | 10 | 4  | +6 | 9 |
| 2  | Tatran Prešov    | 6  | 3 | 2 | 1 | 5  | 2  | +3 | 8 |
| 3  | Szombierki Bytom | 6  | 1 | 2 | 3 | 5  | 5  | 0  | 4 |
| 4  | Rijeka           | 6  | 1 | 1 | 4 | 3  | 12 | −9 | 3 |

### Bảng B2
| XH | Đội                | Tr | T | H | T | BT | BB | HS | Đ |
| -- | ------------------ | -- | - | - | - | -- | -- | -- | - |
| 1  | Empor Rostock      | 6  | 4 | 0 | 2 | 12 | 4  | +8 | 8 |
| 2  | Zagłębie Sosnowiec | 6  | 3 | 1 | 2 | 13 | 10 | +3 | 7 |
| 3  | Radnički Niš       | 6  | 2 | 1 | 3 | 11 | 13 | −2 | 5 |
| 4  | Košice             | 6  | 2 | 0 | 4 | 8  | 17 | −9 | 4 |

### Bảng B3
- Željezničar became prohibited from international competition by the Yugoslav FA, so SC Leipzig advanced to the knock-out rounds instead

| XH | Đội            | Tr | T | H | T | BT | BB | HS | Đ |
| -- | -------------- | -- | - | - | - | -- | -- | -- | - |
| 1  | Željezničar    | 6  | 2 | 3 | 1 | 9  | 7  | +2 | 7 |
| 2  | SC Leipzig     | 6  | 2 | 2 | 2 | 10 | 11 | −1 | 6 |
| 3  | Gwardia Warsaw | 6  | 3 | 0 | 3 | 10 | 13 | −3 | 6 |
| 4  | Baník Ostrava  | 6  | 2 | 1 | 3 | 13 | 11 | +2 | 5 |

### Bảng B4
| XH | Đội                      | Tr | T | H | T | BT | BB | HS | Đ  |
| -- | ------------------------ | -- | - | - | - | -- | -- | -- | -- |
| 1  | Chemie Leipzig           | 6  | 4 | 2 | 0 | 10 | 5  | +5 | 10 |
| 2  | Internacionál Bratislava | 6  | 3 | 1 | 2 | 14 | 10 | +4 | 7  |
| 3  | NK Zagreb                | 6  | 2 | 3 | 1 | 9  | 11 | −2 | 7  |
| 4  | Pogoń Szczecin           | 6  | 1 | 0 | 5 | 6  | 13 | −7 | 2  |

## Tứ kết
| Đội 1         | TTS  | Đội 2          | Lượt đi | Lượt về |
| ------------- | ---- | -------------- | ------- | ------- |
| Örgryte       | 5–7  | SC Leipzig     | 4–3     | 1–4     |
| Norrköping    | 3–2  | Motor Jena     | 1–1     | 2–1     |
| Fortuna '54   | 1–2  | Lugano         | 1–1     | 0–1     |
| Empor Rostock | 5–51 | Chemie Leipzig | 2–1     | 3–4     |

1 Chemie Leipzig vào Bán kết nhờ tung đồng xu.

## Bán kết
| Đội 1      | TTS  | Đội 2          | Lượt đi | Lượt về |
| ---------- | ---- | -------------- | ------- | ------- |
| SC Leipzig | 2–1  | Chemie Leipzig | 1–1     | 1–0     |
| Lugano     | 1–11 | Norrköping     | 0–0     | 1–1     |

1 Norrköping vào Chung kết nhờ tung đồng xu.

## Chung kết
- SC Leipzig đổi tên thành Lokomotive Leipzig trước trận Chung kết

| Đội 1      | TTS | Đội 2              | Lượt đi | Lượt về |
| ---------- | --- | ------------------ | ------- | ------- |
| Norrköping | 1–4 | Lokomotive Leipzig | 1–0     | 0–4     |